# 中文学校
中文学校，或稱華語學校，多指在中華人民共和國及中華民國以外国家和地区开设的、以教授中文语言为主要目标的学校，在海外华人居住较多的马来西亚、美国、加拿大、澳大利亚、英国等国比较普遍，是华人子女学习中文的重要途径之一。另外，与中华文化有关的才艺教学以及经常性的社区聚会，也是中文学校常见的活动内容。

## 北美地区
- 安华中文学校 Ann-Hua Chinese School, Ann Arbor, Michigan
- 启明中文学校 Enlighten Chinese School, San Jose, California
- 美國紐約史德頓島中文學校 Staten Island Chinese School, Staten Island, New York
- 美国新意中文学校
- 新星中文学校 美国加州戴维斯 NewStar Chinese Schools in Davis, California
- 华夏中文学校 Huaxia Chinese Schools in New Jersey, New York, Pennsylvania,Connecticut
- Association of Northern California Chinese School Member Schools
- Southern California Council of Chinese Schools
- 屋崙中華文化院 Shoong Family Chinese Cultural Center, Oakland, California
- 圣地亚哥华夏中文学校
- 亚特兰大现代中文学校
- 辛辛那提现代中文学校 Greater Cincinnati Contemporary Chinese Schools
- 斯坦福中文学校
- 麻州中文学校
- 密西根新世纪中文学校 Michigan New Century Chinese School
- 新澤西州維德中文學校 Fidelity Chinese School at Marlboro, New Jersey
- 孟華中文學校 Monmouth Chinese School at Marlboro, New Jersey
- 紐約華僑學校 New York Chinese School, New York
- 3D中文学校 3D Chinese School
- Wei Hwa Chinese School 維華中文學校
- 聖瑪利諾中文學校 Chinese School of San Marino
- 爾灣中文學校 Irvine Chinese School
- 大華府地區中文學校聯誼會

## 日本地區
- 東京中華學校
- 大阪中華學校
- 橫濱中華學院
- 橫濱山手中華學園
- 神戶中華同文學校

## 其他地区
- 德國中文學校聯合會
- 蘇黎世中文學校
- 波兰华沙中文学校
- 大连盼达汉语学校
- 马来西亚华文小学列表
- 马来西亚国民型华文中学
- 马来西亚华文独立中学
- 菲律宾华文学校列表
- 泰国华文学校列表